# The Red Shoes (песня)
«The Red Shoes» (с англ. — «Красные туфельки») — песня британской певицы и композитора Кейт Буш; заглавная композиция и третий сингл из одноимённого студийного альбома, выпущенный 4 апреля 1994 года и достигший 21-го места в британском хит-параде UK Singles Chart. Сюжет песни — рассказ о девушке, надевшей заколдованные балетные туфельки и вынужденной танцевать до тех пор, пока заклятие не будет снято — основан на фильме Майкла Пауэлла и Эмерика Прессбургера «Красные башмачки» (1948). Песня является также ключевой для фильма Кейт Буш «Линия, крест и кривая» (1993), в котором звучат песни из альбома.
Композиция была издана на виниловом диске формата 7", сингл-кассете и двухчастном CD-сингле. Сторона «Б» всех изданий, кроме второй части CD-сингла, содержала трек «You Want Alchemy».
Вторая часть CD-сингла, выпущенная через неделю после первой, включала 10-минутный ремикс «The Red Shoes» от Карла Благана (англ. Karl Blagan), озаглавленный «Shoedance», а также ремиксы песен Кейт Буш «The Big Sky» и «Running Up That Hill».

## Списки композиций
Автор слов и музыки всех песен — Кейт Буш.
7" / сингл-кассета
| №  | Название           | Длительность |
| -- | ------------------ | ------------ |
| 1. | «The Red Shoes»    |              |
| 2. | «You Want Alchemy» |              |

CD-сингл, часть 1
| №  | Название                   | Длительность |
| -- | -------------------------- | ------------ |
| 1. | «The Red Shoes»            | 4:02         |
| 2. | «You Want Alchemy»         | 4:22         |
| 3. | «Cloudbusting (Video Mix)» | 6:57         |
| 4. | «This Woman’s Work»        | 3:32         |

CD-сингл, часть 2
| №  | Название                              | Длительность |
| -- | ------------------------------------- | ------------ |
| 1. | «Shoedance (The Red Shoes Dance Mix)» | 10:08        |
| 2. | «The Big Sky (Special Single Mix)»    | 4:40         |
| 3. | «Running Up That Hill (12" Version)»  | 5:43         |

## Участники записи
- Кейт Буш — вокал
- Падди Буш — мандолина, свисток, музыкальный лук, вокал
- Джастин Вэли — валиха
- Колин Ллойд-Такер — вокал
- Гомон д’Оливера — бас-гитара
- Дел Палмер[англ.] — сведе́ние
- Стюарт Эллиотт — ударные, перкуссия

## Чарты
| Чарт (1994)      | Высшая позиция |
| ---------------- | -------------- |
| UK Singles Chart | 21             |